# しあわせになろうよ
「しあわせになろうよ」は、日本のミュージシャンである長渕剛の36枚目のシングル。2003年5月1日にフォーライフミュージックエンタテイメントよりリリースされた。

## 解説
- 「静かなるアフガン」以来約1年ぶりのシングル。なお、1998年の「指切りげんまん」以来5年ぶりにオリコントップ10入りを果たした。
- この曲で長渕は「ミュージックステーション」（2003年4月25日）に初出演を果たした。

## 収録曲
1. しあわせになろうよ
作詞・作曲：長渕剛　編曲：国吉良一
2. しあわせになろうよ（アカペラ・バージョン）
作詞・作曲：長渕剛　編曲：INSPi
3. しあわせになろうよ（オリジナル・カラオケ）